# Pézilla-de-Conflent
Pézilla-de-Conflent (okzitanisch Pesilhan de Conflent) ist eine französische Gemeinde mit 37 Einwohnern (Stand 1. Januar 2022) im Département Pyrénées-Orientales in der Region Okzitanien. Sie gehört zum Arrondissement Prades und zum Kanton La Vallée de l’Agly.

## Lage
Das Gemeindegebiet ist Teil des Regionalen Naturparks Corbières-Fenouillèdes.
Nachbargemeinden von Pézilla-de-Conflent sind Felluns im Norden, Trilla im Osten, Trévillach im Süden und Prats-de-Sournia im Westen.

## Bevölkerungsentwicklung
| Jahr      | 1962 | 1968 | 1975 | 1982 | 1990 | 1999 | 2013 |
| Einwohner | 87   | 75   | 62   | 69   | 52   | 50   | 55   |